# Слива домашняя 'Смолинка'
Слива домашняя 'Смолинка' — столовый, самобесплодный, средней зимостойкости, среднего срока созревания сорт сливы домашней.

## Происхождение
|  |                           |  |  |  |  |  |  |  |  |  |  |  |  |  |  |  |
|  | 'Очаковская Жёлтая'       |  |  |  |  |  |  |  |  |  |  |  |  |  |  |  |
|  |                           |  |  |  |  |  |  |  |  |  |  |  |  |  |  |  |
|  |                           |  |  |  |  |  |  |  |  |  |  |  |  |  |  |  |
|  | Слива домашняя 'Смолинка' |  |  |  |  |  |  |  |  |  |  |  |  |  |  |  |
|  |                           |  |  |  |  |  |  |  |  |  |  |  |  |  |  |  |
|  |                           |  |  |  |  |  |  |  |  |  |  |  |  |  |  |  |
|  | 'Ренклод Улленса'         |  |  |  |  |  |  |  |  |  |  |  |  |  |  |  |
|  |                           |  |  |  |  |  |  |  |  |  |  |  |  |  |  |  |
|  |                           |  |  |  |  |  |  |  |  |  |  |  |  |  |  |  |

## Районирование
На государственном сортоиспытании с 1980 года. Сорт введён в Государственный реестр селекционных достижений в 1990 году по Центральному региону (Тульская область).

## Биологическое описание
Дерево сильнорослое 5—5,5 метров высотой. Крона овальная, согласно другого источника округло-пирамидальная, средней густоты или редкая. Окраска коры ствола коричневая, поверхность коры шероховатая, частота расположения чечевичек средняя. Побег изогнут слабо, размер междоузлий средний. Цветковая почка яйцевидная, вегетативная коническая.
Листовая пластинка: форма основания округло-клиновидная, длина 9,5 см, ширина 6,5 см, края ближе к верхушке завёрнуты вверх, консистенция выше средней, опушённость отсутствует. Величина зазубренности средняя. Черешок с антоцианом, желёзки крупные, окраска зеленовато-жёлтая. Прилистники рассечённые, средней длины, светло-зелёные.
Цветок: число из одной почки — 2, форма венчика блюдцевидная, диаметр венчика большой, длина лепестков 14 мм, ширина 11 мм, бутоны и лепестки белые, гофрированность отсутствует, пестик длиной 17 мм, столбик прямой, рыльце округлое, опушение у чашечки отсутствует. Форма чашелистика яйцевидная, длина чашелистика 7 мм, ширина 6 мм.
Плод симметричный, высота 45 мм, ширина 40 мм, толщина 40 мм, масса 35 г. Штрихов нет. Брюшной шов развит слабо. Толщина кожицы средняя. Окраска полости жёлто-зелёная. Длина плодоножки 15 мм, толщина 1,5 мм. Косточка полу отделяется, длиной 23 мм, верхушка заострённая, основание узко-округлое, спинной шов открытый, брюшной шов средний, выраженность центрального ребра средняя, боковые рёбра хорошо заметны, киль маленький, заметен у нижней половины косточки, в виде пластинчато-образного дуговидного выроста, поверхность ямчато-бугорчатая. Вкус гармоничный, кисло-сладкий, очень хороший. Содержание сахаров 11,82 %, сахарокислотный индекс 15,2, пектина 0,8 %. Прикрепление плодоножки к плоду среднее.

## В культуре
Конец роста побегов приходится на третью декаду июня, вегетации — на первую декаду октября. Жаростойкость средняя, урожай 4 кг/м2 проекции кроны.
Сорт имеет значение для любительского садоводства и селекции как источник вкусовых качеств и крупноплодности.